# Mutter und Kind (Freiplastik)

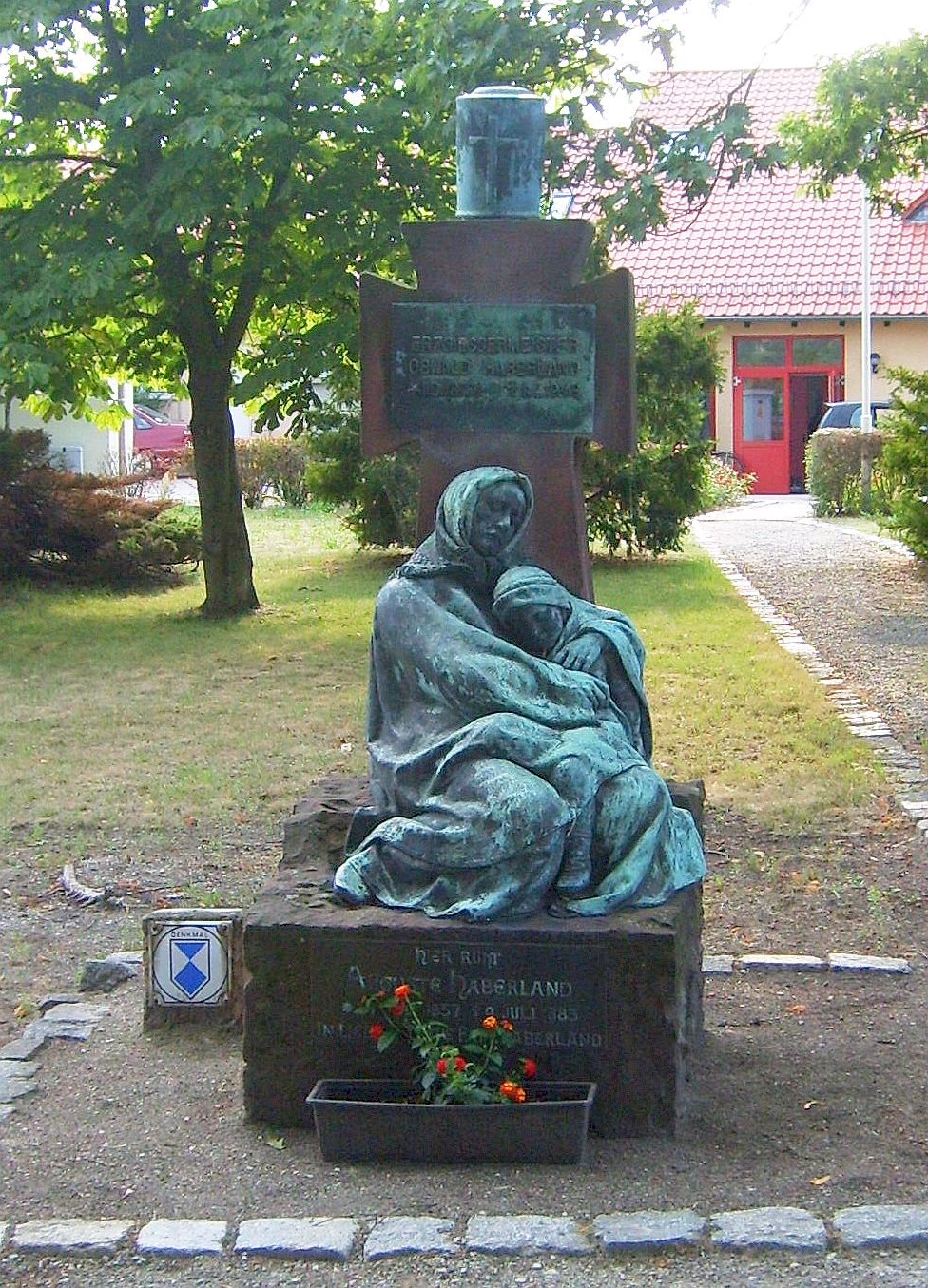
Denkmal Mutter und Kind

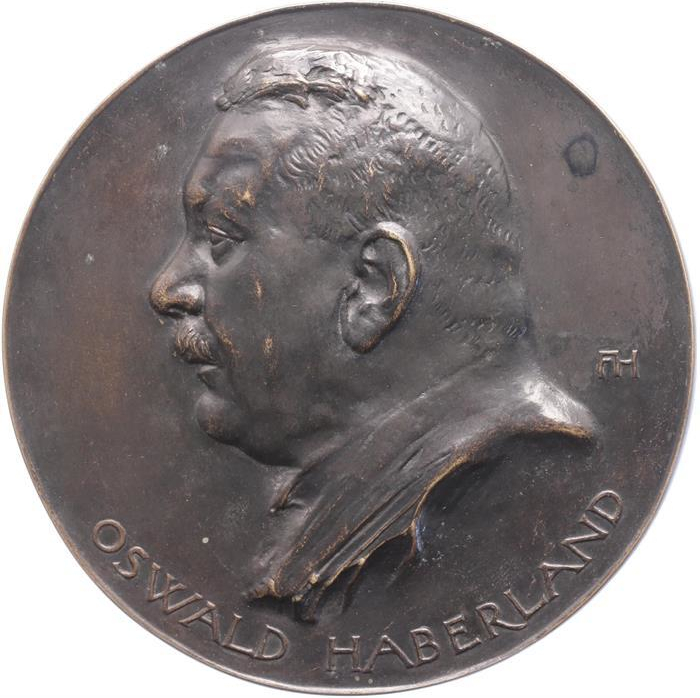
Porträt-Relief des Erzgießermeisters Oswald Haberlands von Friedrich Hörnlein

Die Freiplastik „Mutter und Kind“ ist ein vom Erzgießermeister Oswald Haberland (1877–1947) geschaffenes Denkmal im Ortsteil Gorden der Gemeinde Gorden-Staupitz im südbrandenburgischen Landkreis Elbe-Elster. Der künstlerische Entwurf der Skulptur stammt der Künstlersignatur nach mit hoher Wahrscheinlichkeit vom Dresdner Bildhauer Richard Schnauder (1886–1956). Das Kunstwerk steht unter Denkmalschutz.

## Beschreibung
Das Bronzedenkmal Mutter und Kind befindet sich in einer parkähnlich gestalteten Grünanlage im Ortszentrum von Gorden. Es zeigt eine schlafende, ärmlich gekleidete junge Frau, die auf einem Stapel Kiefernrollen sitzt und ihren Kopf an ein Kreuz lehnt. Ihre Arme hat sie schützend und wärmend um den Körper eines auf ihrem Knie sitzenden Jungen geschlungen.
Die lebensgroße Skulptur stellt die 1857 in Gorden geborene Auguste Haberland dar. Sie gebar im Alter von 20 Jahren einen unehelichen Sohn, den späteren Erzgießermeister und Ersteller des Denkmals, Oswald Haberland. Sie starb 1883, im Alter von 26 Jahren. Oswald Haberland wuchs nach dem Tod seiner Mutter bei seinen Großeltern auf und wurde nach seiner Lehre in Lauchhammer zum Former schließlich Erzgießermeister, als welcher er in Dresden, Hamburg und Hannover tätig war.
Im Jahr 1926, 43 Jahre nach dem Tod seiner Mutter, schuf der inzwischen erfolgreiche Gießerei-Unternehmer in Dresden dieses Denkmal seiner Mutter. Es wurde auf dem Friedhof seines Geburtsortes Gorden aufgestellt. Oswald Haberland selbst starb 1947 in Hannover. Seinem Wunsch entsprechend wurde seine Asche nach Gorden verbracht und dort von seinem Sohn Erich Haberland in einer Urne auf dem Kreuz des Denkmals beigesetzt.